# Бифоназол
Бифоназол (bifonazole) — противогрибковый препарат из группы дериватов азола, производное имидазола.

## Фармакологическое действие
Противогрибковое средство. Обладает фунгистатическим и фунгицидным действием. Нарушает синтез эргостерина, входящего в состав клеточной мембраны гриба, что в результате приводит к изменению её структуры и свойств. Применяется для местной терапии поверхностных микозов.
Бифоназол эффективен в отношении:
- дерматофитов, дрожжеподобных грибов, грибов рода Candida, [1]
- плесневых грибов и грибов, вызывающих перхоть (Malassezia),
- Corynebacterium minutissimum[англ.].

## Фармакокинетика
Бифоназол хорошо проникает в пораженные слои кожи. Абсорбция - 0.6-0.8%, концентрация в плазме крови не определяется. Через 6 ч после применения концентрация в коже достигает или во много раз превосходит минимальную эффективную концентрацию для основных грибов, вызывающих дерматомикозы. Проникает в кожу глубже других производных имидазола (кетоконазол, клотримазол), сохраняя высокую концентрацию в течение 48-72 часов. Бифоназол не вызывает развития устойчивости и даже снижения чувствительности дерматофитов к нему.